# Jan Lundgren

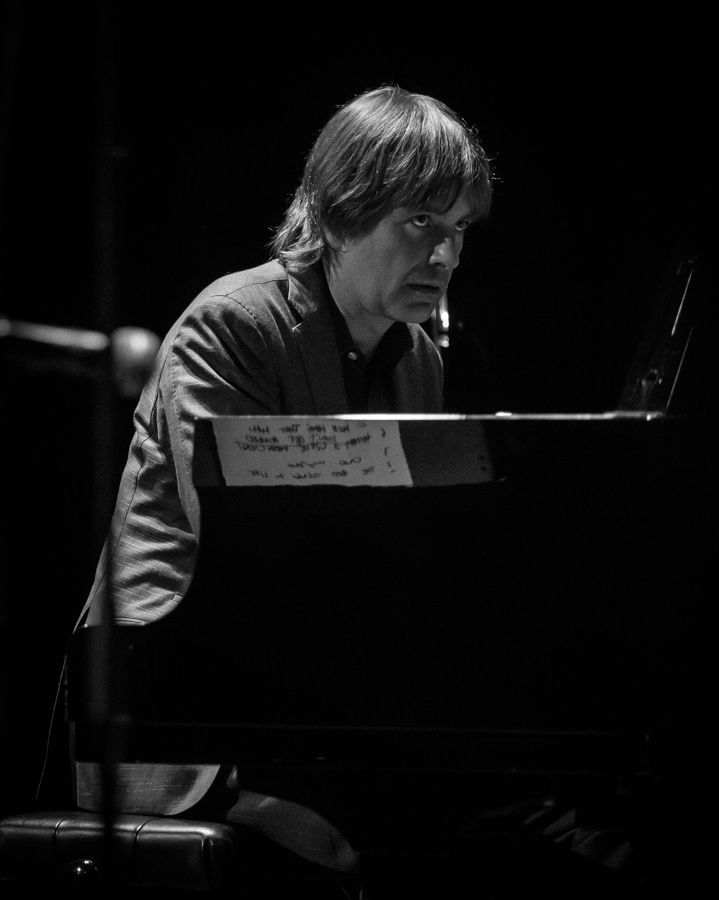
Jan Lundgren, 2015

Jan Lundgren (Aussprache [ˌ ʝɑːn ˈlɵndgreːn], * 22. März 1966 in Kristianstad) ist ein schwedischer Pianist des Modern Jazz.

## Leben und Wirken
Jan Ove Robert Lundgren wuchs in Ronneby auf, spielte in der Formation „St.Thomas“, bevor er Musik in Malmö studierte (1986–1991); in dieser Zeit arbeitete er in zahlreichen schwedischen Jazzbands, wie bei Arne Domnérus, Putte Wickman, Bernt Rosengren und Georg Riedel, mit dem er 2006 das Album Lockrop aufnahm.
Lundgren sieht sich in der Tradition schwedischer Pianisten von Jan Johansson über Bobo Stenson bis hin zu Esbjörn Svensson. Lundgren bezieht Einflüsse der zeitgenössischen und der klassischen Musik sowie der skandinavischen Folk-Tradition in seinen Jazzstil mit ein.
Im Jahr 1994 erschien Lundgrens erstes Album unter eigenem Namen, Conclusion, dann Bird of Passage (1995), gefolgt von der Zusammenarbeit mit dem Peter Asplund Quartet 1997 (California Collection). 1995 bildete er sein eigenes Trio mit Mattias Svensson bzw. Matthias Hjort am Bass und Morten Lund bzw. Rasmus Kihlberg am Schlagzeug. Mit seinem Trio gewann er 1997 den Preis Gyllene Skivan für das Album Swedish Standards, auf dem Lundgren alte Kirchenlieder und schwedische Volkslieder bearbeitete. Er spielte 2000 in der New Yorker Carnegie Hall.
Außerdem nahm Lundgren 1996 in Kalifornien ein Album mit Chuck Berghofer und Joe LaBarbera auf (Cookin' at the Jazz Bakery) und spielte in den USA mit Musikern wie Benny Golson, Johnny Griffin, Herb Geller, Bill Perkins und Conte Candoli. 2005 tourte er mit Lee Konitz durch Schweden. 2007 nahm er mit Richard Galliano und Paolo Fresu für das ACT-Label das Album Mare Nostrum auf und spielte auf dem JazzBaltica-Festival. Im gleichen Jahr erschien auf ACT Lundgrens Album Magnum Mysterium, auf dem er Renaissance-Musik mit einem Kammerchor und Lars Danielsson neu interpretiert. Außerdem arbeitet Lundgren mit Nils Landgren und Magnus Lindgren und mit dem Nordic Vocal Ensemble zusammen. Auch bildete er ein Duo mit dem Pianisten Carsten Dahl und begleitete gemeinsam mit Jacob Fischer und Jesper Lundgaard den Sänger Hayati Kafe (The Copenhagen Session).
2011 wurde sein Album Mare Nostrum, welches er mit Richard Galliano und Paolo Fresu aufnahm, für 10.000 verkaufte Einheiten in Deutschland mit Gold (Jazz-Award) ausgezeichnet. Sein Soloalbum Man in the Fog (2013) wurde vom NDR als „Jazz-CD der Woche“ gewürdigt; er spiele „eine innerliche, dabei aber enorm kommunikative Musik, die aus den reichen Quellen der Jazztradition und der europäischen Kunst- und Volksmusik schöpft und eine ganz eigene meisterliche Form gefunden hat“.
Das Live-Album Into the Night (ACT, 27. August 2021), wurde im Sommer 2020 auf dem Jazzfestival im südschwedischen Ystad mitgeschnitten und enthält acht Titel, die Lars Danielsson und Émile Parisien featuren. Im Duo mit dem Bassisten Hans Backenroth folgte das Duoalbum Jazz Poetry.

## Diskografie (Auswahl)
| Jahr | Titel                                         | Höchstplatzierung, Gesamtwochen, AuszeichnungChartplatzierungen (Jahr, Titel, Platzierungen, Wochen, Auszeichnungen, Anmerkungen) | Höchstplatzierung, Gesamtwochen, AuszeichnungChartplatzierungen (Jahr, Titel, Platzierungen, Wochen, Auszeichnungen, Anmerkungen) | Höchstplatzierung, Gesamtwochen, AuszeichnungChartplatzierungen (Jahr, Titel, Platzierungen, Wochen, Auszeichnungen, Anmerkungen) | Anmerkungen                          |
| Jahr | Titel                                         | SE | DE | CH | Anmerkungen                          |
| ---- | --------------------------------------------- | --- | --- | --- | ------------------------------------ |
| 1997 | Swedish Standards                             | SE37 (2 Wo.)SE | — | — | Jan Lundgren Trio                    |
| 2006 | An Intimate Salute to Frankie                 | SE43 (1 Wo.)SE | — | — | mit Putte Wickman                    |
| 2009 | Jul på Svenska                                | SE28 (4 Wo.)SE | — | — | mit Arild Andersen & Georg Wadenius  |
| 2011 | Back 2 Back                                   | SE12 (3 Wo.)SE | — | — | mit Bengt Hallberg                   |
| 2012 | Bengan Jansson, Jan Lundgren & Ulf Wakenius   | SE27 (1 Wo.)SE | — | — |                                      |
| 2012 | Mare nostrum                                  | SE47 (1 Wo.)SE | DE— Gold (German Jazz Award)DE | — | mit Paolo Fresu & Richard Galliano   |
| 2012 | Until It’s Time                               | SE21 (3 Wo.)SE | — | — | Lagaylia Frazier & Jan Lundgren Trio |
| 2013 | Piano Solo – Man in the Fog                   | SE21 (1 Wo.)SE | — | — |                                      |
| 2016 | The Ystad Concert: A Tribute to Jan Johansson | SE49 (1 Wo.)SE | — | — | mit Mattias Svensson                 |
| 2019 | Mare nostrum III                              | — | — | CH30 (2 Wo.)CH | mit Paolo Fresu & Richard Galliano   |
| 2020 | Kristallen                                    | — | DE57 (1 Wo.)DE | — | mit Nils Landgren                    |
| 2025 | Mare nostrum IV                               | — | — | CH61 (… Wo.)CH | mit Paolo Fresu & Richard Galliano   |

Weitere Alben
- 2002: Jan Lundgren Trio Presents Miriam Aïda & Fredrik Kronkvist (Sittel)
- 2003: Swedish Landscapes (Sittel)
- 2004: Plays the Music of Jule Styne (Sittel)
- 2007: Magnum Mysterium (Act)
- 2008: European Standards (Act)[6]
- 2011: Chuck Berghofer Trio Thanks for the Memory – The Film Works of Ralph Rainger (Fresh Sound 2011, mit Joe LaBarbera sowie Sue Raney)
- 2014: All by Myself (Fresh Sound)
- 2021: Into the Night (mit Lars Danielsson und Émile Parisien) (Act)
- 2022: Jan Lundgren & Hans Backenroth: The Gallery Concerts II – Jazz Poetry (Act)